# معركة الفنيدق
معركة تطوان كانت معركة دارت في يوم رأس السنة الميلادية 1860 بين الجيش الإسباني لأفريقيا بقيادة ليوبولدو أودونيل والجيش الشريفة المغربي بقيادة محمد الرابع عندما حاول الجيش الإسباني الاستيلاء على مدينتي تطوان وطنجة.

## خلفية
شعرت حكومة الجنرال أودونيل بضغوط بسبب الوضع السياسي المعقد في البلاد، نتيجة، من بين أسباب أخرى، لخطر تكرار بعض المحاولات الجمهورية ضد إيزابيل الثانية، مثل تلك التي حدثت في صيف عام 1858، أو حركة جديدة للحزب الكارلي.
خلال العقدين الماضيين، تعرضت الساحات الإسبانية في شمال المغرب، ولا سيما ساحات سبتة ومليلية، لمضايقات شعب الريف، الذين كانوا متمردين على كل من إسبانيا والسلطان.
في أغسطس 1859، هوجمت مفرزة من الجيش الإسباني، والتي وفرت الحماية لأعمال ترميم قلعة سانتا كلارا، من قبل سكان الريف في أنويرا، الذين أنهوا جزءًا من أعمال التحصين ومزقوا درع إسبانيا وأثارت غضبه. عندما اكتشف الجنرال أودونيل ذلك ، طالب السلطان ، مولي عبد الرحمن ، بجبر الضرر وكذلك معاقبة من تسببوا في الإهانة. بعد فترة وجيزة من وفاة عبد الرحمن ، لم يمتثل ابنه وخليفته ، محمد بن عبد الرحمن ، لطلب أودونيل.
باستخدام هذا الحادث ، اتخذ أودونيل قرارًا بشن نزاع مسلح ضد المغرب ، بهدف عسكري يتمثل في زيادة منطقة سيطرة سبتة ، والسيطرة على تطوان وطنجة ، وطريق اتصالاتها براً ، عبر فونداك العين. يديده ، ولكن أيضا لتحريك الرأي العام لصالحها ، وصرفها عن المشاكل الداخلية وتوحيدها ضد التهديد الخارجي ، وهو الهجمات المتكررة بشكل متزايد من قبل المغاربة.
كانت الخطوة الأولى هي تأمين اتفاق فرنسا وبريطانيا العظمى ، القوى ذات المصالح في المنطقة. طالبت الحكومة البريطانية بالالتزام بعدم بقاء إسبانيا في تطوان أو طنجة ، لأنها تخشى أن تغطي هذه المناورة محاولة احتلال المربع الأخير بشكل دائم ، كما طالبت بالالتزام بأن إسبانيا لن تثبت وجودها في أي وقت من الأوقات. المضيق. بعد ذلك ، في 22 أكتوبر ، حصل أيضًا على موافقة مجلس النواب لإعلان الحرب على المغرب.
كان رد فعل الناس هو حماسة الهذيان ، ودعمت معظم الأحزاب السياسية مبادرة أودونيل. في الأسابيع التالية ، تم افتتاح مراكز لجمع الإمدادات التي تبرع بها الشعب وتجنيد المتطوعين ، لا سيما في إقليم الباسك ونافارا ، حيث تم تسجيل العديد من الكارليين ، وكذلك في كاتالونيا ، حيث رئيس Diputación كان دي برشلونة ، فيكتور بالاغير ، مسؤولاً عن تنظيم ثلث المتطوعين ، الذين سيوضعون مباشرة تحت قيادة الجنرال بريم.
تألف الجيش الذي تم حشده لهذا العمل من حوالي خمسة وثلاثين ألف رجل ، وكان لدى المدفعية حوالي سبعين قطعة من التصنيع الحديث وأسطول دعم مكون من سبعة عشر باخرة ، ستة منها تم دفعها وإحدى عشرة بواسطة عجلات ، وأربعة إبحار وعشرون زورقًا حربيًا.
تم تقسيم القوات البرية إلى ثلاثة فيالق عسكرية كان يقودها الجنرالات إشاجوي وزابالا وروز دي أولانو على التوالي. بالإضافة إلى ذلك ، تم حشد فرقة سلاح الفرسان بأوامر من الجنرال ألكالا غاليانو وسلاح الاحتياط بقيادة الجنرال بريم. كانت القوات البحرية تحت قيادة الأدميرال دياز هيريرو.
قبل وصول الجزء الأكبر من الجيش إلى سبتة ، لتحسين دفاعات الميدان وإزاحة القوات المغاربية من تلك المواقع ، في 12 ديسمبر 1859 ، استولى الجنرال إشاجوي على تحصين سيرالو وفي السابع عشر ، كان زبالة قد استولى على غزا مرتفعات سييرا دي لوس بولونيس.
اجتمعت بقية القوات في الجزيرة الخضراء ومالقة ونزلت في سبتة ، وتركزت في هذه الساحة في 21 ديسمبر ، وفي ذلك الوقت تم تعيين أودونيل نفسه ، بالإضافة إلى كونه رئيسًا للحكومة ، في قيادة القوات. وزير الحرب.